# 矩阵差分方程
矩阵差分方程是一种差分方程，其中某时刻的变量向量（或矩阵）与之前时刻的值通过矩阵相关。方程的阶是变量向量任意两个指示值之间的最大时差。例如
{\displaystyle \mathbf {x} _{t}=\mathbf {Ax} _{t-1}+\mathbf {Bx} _{t-2}}
是二阶矩阵差分方程，其中x是n × 1变量向量，A、B是n × n矩阵。该方程齐次，因为方程末尾没有常数项向量。同一个方程也可写成
{\displaystyle \mathbf {x} _{t+2}=\mathbf {Ax} _{t+1}+\mathbf {Bx} _{t}}
或
{\displaystyle \mathbf {x} _{n}=\mathbf {Ax} _{n-1}+\mathbf {Bx} _{n-2}}
最常见的矩阵差分方程都是一阶的。

## 非齐次一阶情形及稳态
非齐次一阶矩阵差分方程如：
{\displaystyle \mathbf {x} _{t}=\mathbf {Ax} _{t-1}+\mathbf {b} }
与一个加性常向量 b。该系统的稳态是x向量的值x*，一旦达到就不会偏离。x*可通过置xt = xt−1 = x*、解x*以得
{\displaystyle \mathbf {x} ^{*}=[\mathbf {I} -\mathbf {A} ]^{-1}\mathbf {b} }
其中I是n × n单位矩阵，假定[I − A]可逆。非齐次方程可用偏离稳态的齐次方程重写：
{\displaystyle \left[\mathbf {x} _{t}-\mathbf {x} ^{*}\right]=\mathbf {A} \left[\mathbf {x} _{t-1}-\mathbf {x} ^{*}\right]}

## 一阶情形的稳定性
一阶矩阵差分方程[xt − x*] = A[xt−1 − x*]是稳定的，即当且仅当转移矩阵A的所有特征值（无论实复）绝对值都小于1时，xt才逐渐收敛到稳态x*。

## 解一阶情形
假定方程齐次形式为yt = Ayt−1，然后可从初始条件y0开始迭代。y0是y的初值，必须得知才能求解：
{\displaystyle {\begin{aligned}\mathbf {y} _{1}&=\mathbf {Ay} _{0}\\\mathbf {y} _{2}&=\mathbf {Ay} _{1}=\mathbf {A} ^{2}\mathbf {y} _{0}\\\mathbf {y} _{3}&=\mathbf {Ay} _{2}=\mathbf {A} ^{3}\mathbf {y} _{0}\end{aligned}}}
以此类推，由数学归纳法，用t表示的解为
{\displaystyle \mathbf {y} _{t}=\mathbf {A} ^{t}\mathbf {y} _{0}}
此外，若A可对角化，就可用它的特征值和特征向量重写A，得到解
{\displaystyle \mathbf {y} _{t}=\mathbf {PD} ^{t}\mathbf {P} ^{-1}\mathbf {y} _{0},}
其中P是n × n矩阵，列是A的特征向量（假设特征值互异）；D是n × n对角矩阵，对角元是A的特征值。这个解就是上述稳定性结果的依据：当且仅当A的特征值绝对值都小于1，At才会随时间收缩到零矩阵。

## 从一阶矩阵系统中提取单一标量变量的动力特性
从n维系统yt = Ayt−1开始，可以提取其中一个状态变量（如y1）的动态变化。上述yt的求解方程表明，y1,t的解是根据A的n个特征值求得的。因此，描述y1变化的方程本身必须有涉及特征值的解。这种描述直观地产生了y1的演化方程，即
{\displaystyle y_{1,t}=a_{1}y_{1,t-1}+a_{2}y_{1,t-2}+\dots +a_{n}y_{1,t-n}}
其中参数ai来自A的特征方程式：
{\displaystyle \lambda ^{n}-a_{1}\lambda ^{n-1}-a_{2}\lambda ^{n-2}-\dots -a_{n}\lambda ^{0}=0.}
因此，n维一阶线性系统中的每个标量变量都根据一元n阶差分方程演化，与矩阵差分防尘具有相同的稳定性。

## 高阶情形的解与稳定性
可用分块矩阵将高阶矩阵差分方程转换到一阶，可以求解时滞超过一个周期的高阶方程，并分析其稳定性。例如，假设有二阶方程
{\displaystyle \mathbf {x} _{t}=\mathbf {Ax} _{t-1}+\mathbf {Bx} _{t-2}}
变量向量x尺寸为n × 1，A、B尺寸为n × n。则可以叠加为下列形式
{\displaystyle {\begin{bmatrix}\mathbf {x} _{t}\\\mathbf {x} _{t-1}\\\end{bmatrix}}={\begin{bmatrix}\mathbf {A} &\mathbf {B} \\\mathbf {I} &\mathbf {0} \\\end{bmatrix}}{\begin{bmatrix}\mathbf {x} _{t-1}\\\mathbf {x} _{t-2}\end{bmatrix}}}
其中I是n × n单位矩阵，0是n × n零矩阵。然后将当前变量和一度滞后变量的2n × 1叠加向量表示为zt，将2n × 2n分块矩阵表示为L，就得到了之前的解
{\displaystyle \mathbf {z} _{t}=\mathbf {L} ^{t}\mathbf {z} _{0}}
与之前一样，当且仅当矩阵L 的所有特征值的绝对值都小于1时，叠加方程与原二阶方程才稳定。

## 非线性矩阵差分方程：黎卡提方程
在LQG控制中，会出现一个当前和未来成本矩阵反向演化的非线性矩阵方程，下面用H表示。这个方程也被称为离散动力黎卡提方程，当据线性矩阵差分方程演化的变量向量受外源向量的控制，以优化二次损失函数时，就会产生这个方程。黎卡提方程形式如下：
{\displaystyle \mathbf {H} _{t-1}=\mathbf {K} +\mathbf {A} '\mathbf {H} _{t}\mathbf {A} -\mathbf {A} '\mathbf {H} _{t}\mathbf {C} \left[\mathbf {C} '\mathbf {H} _{t}\mathbf {C} +\mathbf {R} \right]^{-1}\mathbf {C} '\mathbf {H} _{t}\mathbf {A} }
其中H、K、A尺寸为n × n；C尺寸为n × k；R尺寸为k × k，n是受控向量元素数，k是控制向量元素数。参数矩阵A、C来自线性方程，参数矩阵K、R来自二次损失函数。详见此处。
一般来说，该方程无法根据t分析求解Ht，而是通过迭代黎卡提方程，求出Ht的值序列。不过，已经证明，若R = 0、n = k + 1，则可将黎卡提方程简化为标量有理差分方程分析求解；对任意k、n，若转移矩阵A可逆，则黎卡提方程就可根据矩阵特征值进行分析求解，尽管特征值可能要用数值计算才能找到。
在大多数情况下，H随时间的演化是稳定的，也就是说H会收敛到特定的常矩阵H*，其他矩阵都有理时也可能是无理的。参见隨機控制#離散時間系統。
相关的黎卡提方程是
{\displaystyle \mathbf {X} _{t+1}=-\left[\mathbf {E} +\mathbf {B} \mathbf {X} _{t}\right]\left[\mathbf {C} +\mathbf {A} \mathbf {X} _{t}\right]^{-1}}
其中X, A, B, C, E全都是n × n方阵。这个方程可以显式求解。假设{\displaystyle \mathbf {X} _{t}=\mathbf {N} _{t}\mathbf {D} _{t}^{-1}}，在t = 0时N0 = X0、D0 = I显然成立。然后将其用于差分方程，得出
{\displaystyle {\begin{aligned}\mathbf {X} _{t+1}&=-\left[\mathbf {E} +\mathbf {BN} _{t}\mathbf {D} _{t}^{-1}\right]\mathbf {D} _{t}\mathbf {D} _{t}^{-1}\left[\mathbf {C} +\mathbf {AN} _{t}\mathbf {D} _{t}^{-1}\right]^{-1}\\&=-\left[\mathbf {ED} _{t}+\mathbf {BN} _{t}\right]\left[\left[\mathbf {C} +\mathbf {AN} _{t}\mathbf {D} _{t}^{-1}\right]\mathbf {D} _{t}\right]^{-1}\\&=-\left[\mathbf {ED} _{t}+\mathbf {BN} _{t}\right]\left[\mathbf {CD} _{t}+\mathbf {AN} _{t}\right]^{-1}\\&=\mathbf {N} _{t+1}\mathbf {D} _{t+1}^{-1}\end{aligned}}}
因此通过归纳法，形式{\displaystyle \mathbf {X} _{t}=\mathbf {N} _{t}\mathbf {D} _{t}^{-1}}对所有t都成立。那么N、D的演化可写为
{\displaystyle {\begin{bmatrix}\mathbf {N} _{t+1}\\\mathbf {D} _{t+1}\end{bmatrix}}={\begin{bmatrix}-\mathbf {B} &-\mathbf {E} \\\mathbf {A} &\mathbf {C} \end{bmatrix}}{\begin{bmatrix}\mathbf {N} _{t}\\\mathbf {D} _{t}\end{bmatrix}}\equiv \mathbf {J} {\begin{bmatrix}\mathbf {N} _{t}\\\mathbf {D} _{t}\end{bmatrix}}}
因此可归纳
{\displaystyle {\begin{bmatrix}\mathbf {N} _{t}\\\mathbf {D} _{t}\end{bmatrix}}=\mathbf {J} ^{t}{\begin{bmatrix}\mathbf {N} _{0}\\\mathbf {D} _{0}\end{bmatrix}}}